# 200 mètres masculin aux Jeux olympiques d'été de 2024
Pour des articles plus généraux, voir Athlétisme aux Jeux olympiques d'été de 2024 et 200 mètres aux Jeux olympiques.
Navigation
Tokyo 2020 Los Angeles 2028
L'épreuve du 200 mètres masculin aux Jeux olympiques de 2024 se déroule du 5 au 8 août 2024 au Stade de France, au nord de Paris, en France.

## Records associés
Avant cette compétition, les records dans cette discipline étaient les suivants : 
| Record du monde  | Usain Bolt (JAM) | 19 s 19 | Berlin | 20 août 2009 |
| Record olympique | Usain Bolt (JAM) | 19 s 30 | Pékin  | 20 août 2008 |

## Programme
| Date            | Horaire | Manche       |
| --------------- | ------- | ------------ |
| Lundi 5 août    | 18 h 30 | Premier tour |
| Mardi 6 août    | 10 h 0  | Repêchage    |
| Mercredi 7 août | 18 h 30 | Demi-finale  |
| Jeudi 8 août    | 19 h 0  | Finale       |

## Médaillés
| Or                   | Argent                 | Bronze           |
| Letsile Tebogo (BOT) | Kenneth Bednarek (USA) | Noah Lyles (USA) |

## Résultats

### Premier tour
Les 3 premiers de chaque série (Q) sont qualifiés pour les demis-finales, les autres passent passent par les repêchages.
| Rang | Couloir | Athlète           | Pays           | Temps   | Notes |
| ---- | ------- | ----------------- | -------------- | ------- | ----- |
| 1    | 4       | Joseph Fahnbulleh | Liberia        | 20 s 20 | Q     |
| 2    | 9       | Eseosa Desalu     | Italie         | 20 s 26 | Q     |
| 3    | 3       | Wayde van Niekerk | Afrique du Sud | 20 s 42 | Q     |
| 4    | 7       | Ryan Zézé         | France         | 20 s 49 |       |
| 5    | 8       | Felix Svensson    | Suisse         | 20 s 54 |       |
| 6    | 2       | Cheickna Traoré   | Côte d'Ivoire  | 20 s 54 |       |
| 7    | 5       | Calab Law         | Australie      | 20 s 75 |       |
| 8    | 6       | Albert Komański   | Pologne        | 20 s 77 |       |

| Rang | Couloir | Athlète          | Pays                   | Temps   | Notes |
| ---- | ------- | ---------------- | ---------------------- | ------- | ----- |
| 1    | 3       | Tarsis Orogot    | Ouganda                | 20 s 32 | Q     |
| 2    | 9       | Wanya McCoy      | Bahamas                | 20 s 35 | Q     |
| 3    | 6       | Renan Correa     | Brésil                 | 20 s 41 | Q     |
| 4    | 7       | Andrew Hudson    | Jamaïque               | 20 s 53 |       |
| 5    | 2       | Udodi Onwuzurike | Nigeria                | 20 s 55 |       |
| 6    | 8       | César Almirón    | Paraguay               | 20 s 87 | L     |
| 7    | 4       | Tomáš Nĕmejc     | Tchéquie               | 21 s 03 |       |
|      | 5       | José González    | République dominicaine | DNS     |       |

| Rang | Couloir | Athlète               | Pays           | Temps   | Notes |
| ---- | ------- | --------------------- | -------------- | ------- | ----- |
| 1    | 3       | Letsile Tebogo        | Botswana       | 20 s 10 | Q     |
| 2    | 4       | Makanakaishe Charamba | Zimbabwe       | 20 s 27 | Q     |
| 3    | 8       | Filippo Tortu         | Italie         | 20 s 29 | Q     |
| 4    | 2       | Brendon Rodney        | Canada         | 20 s 30 | SB    |
| 5    | 5       | Timothé Mumenthaler   | Suisse         | 20 s 63 |       |
| 6    | 7       | Koki Ueyama           | Japon          | 20 s 84 | L     |
| 7    | 6       | Benjamin Richardson   | Afrique du Sud | 51 s 86 |       |

| Rang | Couloir | Athlète          | Pays                   | Temps   | Notes |
| ---- | ------- | ---------------- | ---------------------- | ------- | ----- |
| 1    | 3       | Kenneth Bednarek | États-Unis             | 19 s 96 | Q     |
| 2    | 5       | Alexander Ogando | République dominicaine | 20 s 04 | Q     |
| 3    | 2       | Joshua Hartmann  | Allemagne              | 20 s 30 | Q     |
| 4    | 7       | Diego Pettorossi | Italie                 | 20 s 63 |       |
| 5    | 4       | Shōta Iizuka     | Japon                  | 20 s 67 |       |
| 6    | 6       | Ondřej Macík     | Tchéquie               | 21 s 04 |       |
|      | 8       | Zharnel Hughes   | Grande-Bretagne        | DNS     |       |

| Rang | Couloir | Athlète              | Pays           | Temps   | Notes |
| ---- | ------- | -------------------- | -------------- | ------- | ----- |
| 1    | 4       | Erriyon Knighton     | États-Unis     | 19 s 99 | Q     |
| 2    | 3       | Tapiwanashe Makarawu | Zimbabwe       | 20 s 07 | Q     |
| 3    | 7       | Shaun Maswanganyi    | Afrique du Sud | 20 s 20 | Q     |
| 4    | 2       | Aaron Brown          | Canada         | 20 s 36 |       |
| 5    | 9       | Ian Kerr             | Bahamas        | 20 s 53 |       |
| 6    | 6       | Pablo Matéo          | France         | 20 s 58 |       |
| 7    | 8       | Erik Erlandsson      | Suède          | 20 s 65 |       |
| 8    | 5       | Eduard Kubelík       | Tchéquie       | 21 s 14 |       |

| Rang | Couloir | Athlète          | Pays           | Temps   | Notes |
| ---- | ------- | ---------------- | -------------- | ------- | ----- |
| 1    | 6       | Noah Lyles       | États-Unis     | 20 s 19 | Q     |
| 2    | 7       | Andre De Grasse  | Canada         | 20 s 30 | Q     |
| 3    | 4       | Towa Uzawa       | Japon          | 20 s 33 | Q     |
| 4    | 5       | Bryan Levell     | Jamaïque       | 20 s 47 |       |
| 5    | 2       | Blessing Afrifah | Israël         | 20 s 78 |       |
| 6    | 8       | Yang Chun-Han    | Taipei chinois | 20 s 83 |       |
| 7    | 3       | William Reais    | Suisse         | 20 s 92 |       |

### Repêchage
Le premier de chaque série est qualifié (Q) pour les demi-finales, ainsi que les 2 meilleurs temps.
| Rang | Couloir | Athlète             | Pays          | Temps   | Notes |
| ---- | ------- | ------------------- | ------------- | ------- | ----- |
| 1    | 6       | Udodi Onwuzurike    | Nigeria       | 20 s 51 | Q     |
| 2    | 8       | Diego Pettorossi    | Italie        | 20 s 53 |       |
| 3    | 5       | Timothé Mumenthaler | Suisse        | 20 s 67 |       |
| 4    | 7       | Shōta Iizuka        | Japon         | 20 s 72 |       |
| 5    | 4       | Ondřej Macík        | Tchéquie      | 21 s 14 |       |
|      | 3       | Cheickna Traoré     | Côte d'Ivoire | DNS     |       |

| Rang | Couloir | Athlète        | Pays      | Temps   | Notes        |
| ---- | ------- | -------------- | --------- | ------- | ------------ |
| 1    | 4       | Brendon Rodney | Canada    | 20 s 42 | Q            |
| 2    | 5       | Bryan Levell   | Jamaïque  | 20 s 47 | q            |
| 3    | 8       | Pablo Matéo    | France    | 20 s 57 |              |
| 4    | 6       | Koki Ueyama    | Japon     | 20 s 92 |              |
|      | 3       | César Almirón  | Paraguay  | DQ      | TR17.3.3[DQ] |
|      | 7       | Calab Law      | Australie | DNS     |              |

| Rang | Couloir | Athlète          | Pays           | Temps   | Notes |
| ---- | ------- | ---------------- | -------------- | ------- | ----- |
| 1    | 7       | Ryan Zézé        | France         | 20 s 40 | Q     |
| 2    | 4       | Aaron Brown      | Canada         | 20 s 42 | q     |
| 3    | 6       | Yang Chun-Han    | Taipei chinois | 20 s 73 |       |
| 4    | 3       | Blessing Afrifah | Israël         | 20 s 88 |       |
| 5    | 2       | Albert Komański  | Pologne        | 20 s 90 |       |
| 6    | 8       | Eduard Kubelík   | Tchéquie       | 21 s 20 |       |
|      | 5       | William Reais    | Suisse         | DNS     |       |

| Rang | Couloir | Athlète             | Pays           | Temps   | Notes |
| ---- | ------- | ------------------- | -------------- | ------- | ----- |
| 1    | 4       | Erik Erlandsson     | Suède          | 20 s 49 | PB Q  |
| 2    | 5       | Andrew Hudson       | Jamaïque       | 20 s 55 |       |
| 3    | 8       | Ian Kerr            | Bahamas        | 20 s 60 |       |
| 4    | 6       | Felix Svensson      | Suisse         | 20 s 65 |       |
| 5    | 3       | Tomáš Nĕmejc        | Tchéquie       | 20 s 84 |       |
| 6    | 7       | Benjamin Richardson | Afrique du Sud | DNS     |       |

### Demi-finales
Les 2 premiers de chaque série sont qualifiés directement (Q) pour la finale, ainsi que les deux meilleurs temps (q), hors places 1 et 2.
| Rang | Couloir | Athlète                | Pays                   | Temps   | Notes |
| ---- | ------- | ---------------------- | ---------------------- | ------- | ----- |
| 1    | 7       | Kenneth Bednarek       | États-Unis             | 20 s 00 | Q     |
| 2    | 8       | Alexander Ogando       | République dominicaine | 20 s 09 | Q     |
| 3    | 5       | Andre De Grasse        | Canada                 | 20 s 41 |       |
| 4    | 4       | Shaun Maswanganyi      | Afrique du Sud         | 20 s 42 |       |
| 5    | 9       | Wanya McCoy            | Bahamas                | 20 s 61 |       |
| 6    | 6       | Tarsis Gracious Orogot | Ouganda                | 20 s 64 |       |
| 7    | 3       | Ryan Zézé              | France                 | 20 s 81 |       |
| 8    | 2       | Bryan Levell           | Jamaïque               | 20 s 93 |       |

| Rang | Couloir | Athlète               | Pays       | Temps   | Notes |
| ---- | ------- | --------------------- | ---------- | ------- | ----- |
| 1    | 8       | Letsile Tebogo        | Botswana   | 19 s 96 | Q     |
| 2    | 6       | Noah Lyles            | États-Unis | 20 s 08 | Q     |
| 3    | 4       | Makanakaishe Charamba | Zimbabwe   | 20 s 31 | q     |
| 4    | 7       | Eseosa Desalu         | Italie     | 20 s 37 |       |
| 5    | 5       | Joshua Hartmann       | Allemagne  | 20 s 47 |       |
| 6    | 9       | Towa Uzawa            | Japon      | 20 s 54 |       |
| 7    | 3       | Aaron Brown           | Canada     | 20 s 57 |       |
| 8    | 2       | Erik Erlandsson       | Suède      | 20 s 93 |       |

| Rang | Couloir | Athlète              | Pays           | Temps          | Notes |
| ---- | ------- | -------------------- | -------------- | -------------- | ----- |
| 1    | 8       | Erriyon Knighton     | États-Unis     | 20 s 09        | Q     |
| 2    | 6       | Joseph Fahnbulleh    | Liberia        | 20 s 12        | Q     |
| 3    | 7       | Tapiwanashe Makarawu | Zimbabwe       | 20 s 16        | q     |
| 4    | 5       | Filippo Tortu        | Italie         | 20 s 54        |       |
| 5    | 3       | Brendon Rodney       | Canada         | 20 s 59        | L     |
| 6    | 9       | Renan Correa         | Brésil         | 20 s 60        |       |
| 7    | 2       | Udodi Onwuzurike     | Nigeria        | 20 s 72 (.717) |       |
| 7    | 4       | Wayde van Niekerk    | Afrique du Sud | 20 s 72 (.717) |       |

### Finale
| Rang                                | Couloir | Athlète               | Pays                   | Temps   | Notes |
| ----------------------------------- | ------- | --------------------- | ---------------------- | ------- | ----- |
| Médaille d'or, Jeux olympiques      | 7       | Letsile Tebogo        | Botswana               | 19 s 46 | AR    |
| Médaille d'argent, Jeux olympiques  | 8       | Kenneth Bednarek      | États-Unis             | 19 s 62 |       |
| Médaille de bronze, Jeux olympiques | 5       | Noah Lyles            | États-Unis             | 19 s 70 | C     |
| 4                                   | 6       | Erriyon Knighton      | États-Unis             | 19 s 99 |       |
| 5                                   | 4       | Alexander Ogando      | République dominicaine | 20 s 02 |       |
| 6                                   | 2       | Tapiwanashe Makarawu  | Zimbabwe               | 20 s 10 |       |
| 7                                   | 9       | Joseph Fahnbulleh     | Liberia                | 20 s 15 |       |
| 8                                   | 3       | Makanakaishe Charamba | Zimbabwe               | 20 s 53 |       |

## Légende
Records et Performances
- AR : Record continental (area record)
- CR : Record des championnats (championship record)
- MR : Record du meeting (meet record)
- NR : Record national (national record)
- OR : Record olympique (olympic record)
- PR : Record paralympique (paralympic record)
- PB : Record personnel (personal best)
- SB : Meilleure performance personnelle de la saison (season's best)
- WL : Meilleure performance mondiale de l'année (world leader)
- WJR : Record du monde junior (world junior record)
- WR : Record du monde (world record)

Circonstances et Conditions
- DNF : N'a pas terminé (did not finish)
- DNS : N'a pas pris le départ (did not start)
- DQ : Disqualification (disqualification)
- NM : Aucun essai valable enregistré (No Mark)
- Q : Qualifié « directement » au prochain tour (ou à la prochaine compétition), lors d'une compétition majeure, grâce au classement ou à la réalisation des minima (automatic qualifier)
- q : Qualifié au prochain tour (ou à la prochaine compétition), lors d'une compétition majeure, grâce au repêchage ou à la réalisation de l'une des meilleures performances parmi celles des « non qualifiés directement » (grâce au meilleur temps ou à la meilleure distance par exemple) (secondary qualifier)